# Calmos
Pour plus de détails, voir Fiche technique et Distribution.
Calmos est un film français coécrit et réalisé par Bertrand Blier, sorti en 1976.
Quatrième long-métrage du réalisateur des Valseuses, Calmos est une comédie mettant en scène deux anti-héros interprétés par Jean-Pierre Marielle et Jean Rochefort souhaitant couler une vie paisible loin des femmes mais dont l'attitude les entraîne à devenir, tout au contraire, le point de mire et la cible de la gent féminine.
Premier échec du réalisateur-auteur Bertrand Blier, cette comédie ne recueille pas le succès obtenu par son troisième film, Les Valseuses.

## Synopsis
Le gynécologue Paul Dufour (Jean-Pierre Marielle) et son ami Albert dont le patronyme n'est pas révélé (Jean Rochefort) se rendent compte combien ils se sentent harcelés et exténués par les femmes. Le duo abandonne tout pour partir vivre dans un village perdu, pour retrouver la forme, pour couler une vie à la fois simple partageant ivresse, pensées philosophiques éthérées, rigolades et franche camaraderie.
Au cours de leur séjour, il découvrent un débonnaire et jovial curé (Bernard Blier). Le prêtre les amène à mieux apprécier les plaisirs simples de la vie et, plus particulièrement ceux de la bonne chère. Dans leur petite communauté masculine, ils s'enfoncent avec bonheur dans la paresse et une hygiène de vie rustique. Bientôt, leurs épouses parviennent à les retrouver. Elles sont bien décidées à les ramener à renouer avec les mœurs matrimoniales…
Lorsque ces deux épouses débarquent pour les rappeler à leur devoir conjugal, le curé les reçoit et joue le rôle de diplomate. Il parvient à leur faire accepter un compromis, sous la forme d'un week-end pour retrouver leur foyer. Nos deux héros trainent des pieds et se rendent au rendez-vous à contrecœur. Le sursis est de courte durée car ne supportant pas la situation, ils s'enfuient pour regagner la campagne.
Dès lors, leur exemple médiatisé inspire d'autres milliers d'époux et des centaines de jeunes gens déboussolés, qui abandonnent leurs cités en fuyant les femmes.
Les deux fondateurs de communauté masculine découvrent que la situation dégénère en une forme de guerre civile. Les femmes ont pris les armes et s'organisent militairement, poussant leurs époux dans leurs derniers retranchements. Ayant échappé à une attaque de blindé, Paul et Albert sont finalement capturés par une milice féminine qui rêve de les violer, malgré leurs protestations ou leurs tentatives de négociation. Après quelques jours, ils sont drogués et se réveillent dans le lit d'un institut, devant lequel des milliers de femmes occupent une longue file d'attente afin de pouvoir faire l'amour avec eux, pendant deux minutes chacune.
À la fin du film, Paul et Albert sont enfin libérés car devenus « improductifs ». Ils apparaissent considérablement vieillis. Réfugiés en ermites au sommet d'une montagne, ils croient apercevoir une femme les rejoindre. Ils s'enfuient en deltaplane. Surpris par un orage au large d'une étendue maritime, ils échouent sur une plage inconnue. Croyant s'être réfugiés dans une grotte, ils découvrent qu'ils ont rétréci et se trouvent en réalité à l'intérieur d'une vulve.

## Fiche technique
- Titre original : Calmos
- Réalisation : Bertrand Blier
- Scénario et dialogues : Bertrand Blier et Philippe Dumarçay
- Photographie : Claude Renoir
- Montage : Claudine Merlin
- Musique : Georges Delerue
- Décors : Jean André
- Costumes : Michèle Cerf
- Son : William-Robert Sivel
- Bagarres réglées par Claude Carliez et son équipe
- Producteurs : Bernard Artigues, Claude Berri et Christian Fechner
- Sociétés de production : Les Films Christian Fechner et Renn Productions
- Sociétés de distribution : AMLF (France), New Line Cinema (États-Unis)
- Studios : Paris-Studios-Cinéma (Studios de Billancourt)
- Pays d'origine :  France
- Langue originale : français
- Format : couleur (Eastmancolor) — 35 mm — 2,35:1 — son monophonique
- Genre : Comédie érotique
- Durée : 107 minutes (1 h 47)
- Dates de sortie :
  - France : 11 février 1976
- Classification :
  - France : Interdit aux moins de 18 ans lors de sa 1re sortie en salles[1] (réévalué aux moins de 16 ans en 1990[2])
- Affiche : René Ferracci (France)

## Distribution
- Jean-Pierre Marielle : Paul Dufour
- Jean Rochefort : Albert
- Bernard Blier : l'abbé Émile
- Brigitte Fossey : Suzanne Dufour
- Claude Piéplu : un passant et le chef maquisard
- Gérard Jugnot : le type frileux
- Sylvie Joly : la médecin-chef
- Dominique Lavanant : la femme myope
- Claudine Beccarie : la patiente nue, dans le cabinet de Dufour
- Pierre Bertin : le chanoine
- Dora Doll : Simone, capitaine des soldates
- Micheline Kahn : Geneviève
- Michel Peyrelon : un maquisard
- Monique Darpy : la femme de Maurice
- Valérie Mairesse : Claudine, la petite amie de l'enfant de chœur
- Marthe Villalonga : une employée
- Muni : une candidate
- Liliane Rovère : une soldate
- Jenny Arasse : une infirmière
- Nicole Garcia : une infirmière
- Maïté Nahyr : une soldate
- Marie Pillet : une soldate
- Catherine Alcover : une femme dans le métro
- Jacques Denis : un maquisard
- Jacques Rispal : un maquisard
- Françoise Bertin : la gardienne qui chronomètre
- Jenny Clève : la gardienne qui appelle les femmes
- Simone Duhart : une employée du labo
- Colette Mareuil : une employée du labo
- Pierre Frag : l'aubergiste
- Stéphanie Loïk : une candidate
- Rita Maiden : une candidate
- Denise Péron : la gardienne des bidets
- Maria Laborit : la femme qui veut de l'eau chaude
- Nicole Desailly : une employée du labo
- Dominique Constanza : la blonde décolorée
- Florence Blot : une gardienne
- Dominique Davray : la seconde gardienne
- Laurence Mercier
- Brigitte Defrance
- Nicole Evans
- Maria Verdi
- Florence Giorgetti : une voyageuse RER
- Christiane Muller
- Sylvie Meyer : une exhibitionniste dans le métro
- Liliane Sorval : la femme au chocolat
- Alain David
- Jean Perrot : le marié
- Roland Malet
- Georges Vasseur
- Christine Moro
- Alain Kostinger
- René Lafleur
- Michel Fortin : le voisin complaisant
- Ellen Earl : une candidate (non créditée)

## Production
En 1975, Bertrand Blier, auréolé du succès des Valseuses, travaille sur le script de Préparez vos mouchoirs, prévu pour réunir le trio des Valseuses, Gérard Depardieu, Miou-Miou et Patrick Dewaere. Mais l'Année internationale des femmes inspire à Blier et à son co-scénariste Philippe Dumarçay une sorte de canular pour célébrer cette année de la femme, en s'attaquant aux excès du féminisme par la réalisation d'une sorte d'Orange mécanique à la française, franchouillard et rabelaisien, en jouant sur la même gamme que Stanley Kubrick, à savoir un visuel pop art et futuriste, combiné à une étude sociologique de mœurs aboutissant à une fable.
Au départ, Blier avait écrit les deux personnages principaux en pensant à Jean-Paul Belmondo et Jean Yanne, qui ont décliné l'offre. Le réalisateur a confié les rôles à Jean Rochefort et Jean-Pierre Marielle, alors au sommet de leur popularité. Après Si j'étais un espion, Calmos marque la deuxième collaboration entre le réalisateur et son père, Bernard Blier, qui tient ici le rôle de l'abbé Emile. Pour le rôle court du chanoine, Bertrand Blier envisageait Jean Gabin, qu'il connaissait en raison de ses liens amicaux avec son père Bernard et avec lequel le réalisateur avait « un bon contact avec lui », mais l'acteur, à la suite d'une rencontre avec le producteur Christian Fechner, demande le même cachet pour tourner deux jours ou trois mois.
Pour Blier, « Calmos doit être pris comme une farce énorme, écrite avec la plus entière mauvaise foi et qui, par le biais de cette mauvaise foi, débouche sur l'humour », ajoutant qu'avec son coauteur il avait « envisagé toutes les hypothèses possibles découlant de la décision de Marielle et de Rochefort » et que s'ils avaient « voulu raconter une petite comédie "à la française", [ils] aur[aient] fait revenir les deux lascars dans les bras de leurs épouses légitimes ou bien [ils] les aur[ait] fait récupérer par leurs petites amies. Alors tout le monde aurait été content », mais ils ont préféré montrer que c'était « intéressant de déclencher une épidémie universelle de rejet sexuel ».

### Musique
La bande originale est signée Georges Delerue. Il est accompagné de Maurice Vander au piano, Slam Stewart à la contrebasse, Daniel Humair à la batterie, José Souc à la guitare. Graziella Madrigal est au chant pour la chanson du générique de fin.

## Sortie

### Accueil critique et commercial
Lors de sa sortie en salles, Calmos est largement mal reçu par la critique spécialisée, qu'elle soit de gauche ou de droite : les journaux progressistes l'accusent d'être un brûlot réactionnaire, tandis que les journaux conservateurs le jugent pornographique. L'échec a aussi été commercial puisque le public a boudé le film (près de 740 000 entrées en fin d'exploitation, dont plus de 716 000 entrées l'année de sa sortie).
| Semaine | Semaine                   | Rang | Entrées | Cumul   | no 1 du box-office hebdo.        |
| ------- | ------------------------- | ---- | ------- | ------- | -------------------------------- |
| 1       | 11 au 17 février 1976     | 8    | 91 510  | 91 510  | Les Dents de la mer              |
| 2       | 18 au 24 février 1976     | 8    | 101 817 | 193 327 | Les Dents de la mer              |
| 3       | 25 février au 2 mars 1976 | 4    | 112 440 | 305 767 | Les Dents de la mer              |
| 4       | 3 au 9 mars 1976          | 4    | 106 602 | 412 369 | Les Dents de la mer              |
| 5       | 10 au 16 mars 1976        | 8    | 72 698  | 485 067 | Les Dents de la mer              |
| 6       | 17 au 23 mars 1976        | 16   | 44 604  | 529 671 | Les Dents de la mer              |
| 7       | 24 au 30 mars 1976        | 23   | 30 883  | 560 554 | L'Alpagueur                      |
| 8       | 31 mars au 6 avril 1976   | 27   | 24 396  | 584 950 | Vol au-dessus d'un nid de coucou |
| 9       | 7 au 13 avril 1976        | 24   | 23 486  | 608 436 | Vol au-dessus d'un nid de coucou |

Les Nouvelles littéraires et L'Express sont les rares à lui donner un avis positif. Pour la critique du premier magazine du 5 février 1976, « cette guerre "picrocholine" des sexes, cette Grande bouffe à l'abbaye de Thélème, c'est Rabelais, ni plus ni moins. Rabelais dont Bertrand Blier a le verbe haut, la langue drue, l'image charnue, la santé joviale et la paillardise (ici à rebours !) jubilatoire. Le tout servi par deux des plus admirables comédiens qui se puissent voir à l'écran : Jean-Pierre Marielle et Jean Rochefort, hilarants, délirants, bouleversants. En un mot : hors du commun. À l'image du film », tandis que pour la critique du second paru quatre jours plus tard, « entre le cauchemar et l'humour provocateur, Calmos est un film défouloir. Rires jaunes, fous rires et sourires sont convoqués ».
Pour Jean Rochefort, invité de l'émission Le Masque et la Plume quelques jours après la sortie du film, le film a été « douloureux » : il défend le scénario de Blier pour lequel il dit s'être « passionné » et affirme que le tournage « s'est passé merveilleusement bien », mais concède que Calmos a des défauts. Il note dans cette même émission « une agressivité énorme par rapport à ce film », parlant d'un spectateur qui affirme que « Blier traite les femmes comme les nazis avaient traité les juifs pendant la guerre : ça m'a été extrêmement douloureux parce que j'ai pensé que là, l'humour perdait complètement ses droits, et c'est extrêmement pénible ». Blier lui-même considère ce film comme une erreur : « Calmos est la grosse connerie de ma vie. Le scénario était bon, mais je n'avais, pour le tourner, ni le fric, ni les acteurs. »
La critique internationale est plus nuancée, et Pauline Kael dans The New Yorker vante l'interprétation de Brigitte Fossey : « Un chat blond avec une petite bouche parfaite, comme de la porcelaine sensuelle... »

### Postérité
Plusieurs décennies après sa sortie, le film jouit d'un succès croissant jusque chez les critiques, pour ses acteurs, ses dialogues et surtout sa liberté de ton et l'originalité radicale de son scénario, qui en font un véritable OVNI cinématographique, « drôle, parfaitement incongru, politiquement très incorrect » et « carrément surréaliste ». Quarante ans après sa sortie, le film a même fait l'objet d'une projection commentée au Forum des images de Paris, vantant « un film à redécouvrir et réévaluer d'urgence ».

## Autour du film
- Il s'agit du deuxième rôle au cinéma pour Liliane Rovère.
- Plusieurs autres comédiens célèbres des années 1980, encore débutants à l'époque, sont visibles parmi les troisièmes rôles ou comme simples figurants : Gérard Jugnot (onzième film, déjà figurant dans Les Valseuses), Sylvie Joly (septième film, idem), Dominique Lavanant (quatrième film), Valérie Mairesse (cinquième film) ou encore Nicole Garcia.
- À l'inverse, c'est l'avant-dernière apparition au cinéma du vétéran Pierre Bertin, alors âgé de 84 ans.
- La patiente de la première scène était une authentique actrice pornographique de l'époque (la première star française du genre), Claudine Beccarie.

## Lieux de tournage
Le film a été tourné,
- Aveyron : Devant et autour de la gare de Sévérac-le-Château (CC 6500)
- Côte-d'Or : La Bussière-sur-Ouche (place du village, écluse de la Forge et Château de Loiserolle), Bouilland, Veuvey-sur-Ouche
- Drôme : Lieu-dit Fiancey à Livron-sur-Drôme
- Guadeloupe : dernière scène et générique de fin
- Hérault : Alentours du lac du Salagou à Celles
- Hauts-de-Seine : Gare de la Défense à Puteaux, Neuilly-sur-Seine
- Paris : Gare de Lyon, place Louis-Armand (12e arrondissement de Paris), Station de RER "Châtelet-les-Halles" (1er arrondissement de Paris)